# بول ريكور
بول ريكور (بالفرنسية: Paul Ricœur)‏ فيلسوف فرنسي وعالم إنسانيات معاصر ولد في فالينس، شارنت، 27 فبراير 1913
أنهى دراسته الثانوية في "Rennes” ثم دخل جامعتها وحصل على شهادة الماجستير في الفلسفة، ثم توجه إلى جامعة السوربون واستقر في باريس. بدأ التدريس في Colmar و Lorient.
توفي في شاتيناي مالابري، 20 مايو 2005.
هو واحد من ممثلي التيار التأويلي، اشتغل في حقل الاهتمام التأويلي ومن ثم بالاهتمام بالبنيوية، وهو امتداد لفريديناند دي سوسير. يعتبر ريكور رائد سؤال السرد. أشهر كتبه (نظرية التأويل -التاريخ والحقيقة-الزمن والحكي- الخطاب وفائض المعنى - Interpretation philosophic theory - Discourse and the Surplus of Meaning / من منشورات جامعة تكساس المسيحية عام 1976).

## روابط خارجية
- بول ريكور على موقع الموسوعة البريطانية (الإنجليزية)
- بول ريكور على موقع مونزينجر (الألمانية)